# Megaselia atridorsata
Megaselia atridorsata är en tvåvingeart som beskrevs av Malloch 1935. Megaselia atridorsata ingår i släktet Megaselia och familjen puckelflugor.
Artens utbredningsområde är Samoa. Inga underarter finns listade i Catalogue of Life.